# Poręba (Żupawa)
Poręba – część wsi Żupawa w Polsce położona w województwie podkarpackim, w powiecie tarnobrzeskim, w gminie Grębów.
W latach 1975–1998 Poręba administracyjnie należały do województwa tarnobrzeskiego.